# ماکوتو اوگاوا
ماکوتو اوگاوا (انگلیسی: Makoto Ogawa؛ زادهٔ ۲۹ اکتبر ۱۹۸۷) موسیقی‌دان اهل ژاپن است.